# GECI SK-105 Skylander
Die Skylander SK-105 ist ein Projekt für ein neues Turboprop-Leichtflugzeug, entwickelt durch die Sky Aircraft, eine Tochtergesellschaft der GECI Aviation. Die Skylander SK-105 sollte ursprünglich 2014 in Produktion gehen, aber im Juli 2012 war noch immer kein Prototyp fertiggestellt worden. Mit der Ankündigung der Auflösung des Unternehmens am 16. April 2013 wurde das Projekt vorerst gestoppt. Im September 2018 wurde bekannt, dass die chinesische Tianjiao General Aviation Company für rund 1,9 Mio. Euro die Rechte an dem Projekt gekauft hat. Tianjiao General Aviation Company wurde später in Emper Aviation umbenannt, die zwei Produktionsstätte in Frankreich und zwei in China aufbauen wollte, bis dato wurde das Projekt aber nicht verwirklicht.

## Design und Entwicklung
Das Projekt wurde am 17. Oktober 2001 an der Seoul Air Show angekündigt. Die Entwicklung wurde von Desmond Norman, der die Britten-Norman BN-2 Islander mitentwickelte, überwacht. Der erste Metallschnitt sollte im Januar 2004 erfolgen und die ersten zwei Prototypen sollten im Mai 2005 fliegen. Wegen mangelnder Finanzierung wurde das auf unbestimmte Zeit verschoben.
Nach der Unterzeichnung einer Absichtserklärung im Dezember 2007 durch die türkische ACT-Airlines-Gruppe zum Kauf von 15 Flugzeugen, auszuliefern zwischen 2011 und 2021, wurde das Programm offiziell im April 2008 gestartet. Gleichzeitig wurde in Bulgarien, Ungarn, Mazedonien, Türkei und weiteren Ländern im Nahost eine Vereinbarung zum gemeinsamen Verkauf der Skylander unterzeichnet. Die Entwicklung wurde 2008 gebremst durch den Umzug der Produktion von Portugal nach Frankreich, aber der Erstflug sollte trotzdem 2011 erfolgen. Die Finanzierung des Programms in der Höhe von ursprünglich 120 Millionen Dollar wurde von drei Unternehmen sichergestellt, als erstes verpflichtete sich Korean Aerospace Industries am 17. Oktober 2001 mit 30 Millionen Dollar und sicherte sich die Produktion der Tragflächen.
Im Oktober 2009 wurde ein neues Design präsentiert und der Produktionsort zur base aérienne de Chambley-Bussières in Lothringen verlegt. Der Erstflug wurde jedes Jahr verschoben und sollte schließlich 2014 erfolgen. Aber am 4. Oktober 2012 musste GECI Aviation infolge von fehlender Finanzierung Konkurs anmelden.
Der Sender France 3 zeigte Anfang 2021 eine Dokumentation namens Skylander, chronique d’un avion fantôme (französisch) über den Aufstieg und den Fall des ganzen Projektes. Anfang 2022 wurde der Besitzer der GECI Aviation, Serge Bitboul, in der Berufung zur Entschädigung der öffentlichen und privaten Investoren verurteilt. Das Mock-up wurde 2013 an einen Campingplatz in Saint-Michel-Chef-Chef versteigert und kann dort heute als Unterkunft gemietet werden.

## Absichtserklärungen (2011)
- Kan Air
- Sky Aviation
- Phongsavanh Airlines
- ACT Airlines
- Farnair
- Aviamost[14][15]